# Азза аль-Майла
Азза аль-Майла (араб. عزة الميلاء; досл. «Азза з гнучкою ходою» (VII століття — пом. 705) — музикантка, композиторка, співачка, поетеса і вчителька зі стану кайна Медини.
Вона належала до мавла (клієнтів) племені Ансар. Це означає, що вона була вільною жінкою-клієнткою, яка прийняла іслам, що було звичайним явищем для вільних професійних музичних виконавців у Халіфаті.
Вона та її колега Джаміла (пом. 720) були двома відомими вільними жінками-музикантками, які, як відомо, керували власним меджлісом - формою розважального салону, які в той час ще могли спільно відвідувати і жінки, і чоловіки, арабські жінки вищого класу ще не зазнали повної гендерній сегрегації. Маджліс відігравав велику роль у жвавому музичному житті Медини, де музиканти виступали і приваблювали меценатів та студентів. Азза аль-Майла виступала перед жінками і чоловіками. Чоловіки захоплено описували її: «Красою Аззи аль-Майли, її гнучкою талією та граціозною ходою, через що її називали аль-Майлі».
Як артистку її характеризували як музикантку з «великим вродженим музичним талантом, який доповнювався чудовим голосом і вражаючою майстерністю гри на музичних інструментах». Вона була ученицею арабських пісень співачок Раїки, Сірін і Зернеб, а також ученицею перських майстрів Саїба Хатхіра і Нашита, які були відомі як виконавці персидської музики. У своєму мистецтві вона поєднувала стару і нову музику, і її називали «королевою співачок».